# Lever

William Hogarths Gemälde The Countess’s Morning Levee (ursprünglich The Toilette) aus dem Zyklus Marriage A-La-Mode von 1743/1745.

Das Lever (französisch se lever ‚aufstehen‘) bezeichnete einen im Schlafzimmer stattfindenden Morgenempfang in Kreisen des Hochadels. Das abendliche Gegenteil, ein Empfang vor der Bettruhe, wurde als Coucher (frz. se coucher ‚schlafen‘) bezeichnet.
Am französischen Königshof im Schloss Versailles wurden Lever und Coucher täglich als feierliches Zeremoniell begangen.

## Bedeutung
Besondere Bedeutung erlangten die Zeremonien des lever und coucher während der Zeit des Absolutismus im 17. und 18. Jahrhundert. Der Zugang zu der jeweils ersten und letzten Audienz des Tages war zumeist nur einem ausgewählten Personenkreis gewährt. Die in den intim erscheinenden Schlafräumen abgehaltenen Empfänge galten für die Teilnehmer als Privileg und spielten eine bedeutende Rolle in den Hofgesellschaften jener Zeit.

### Lever du Roi
Das vom französischen „Sonnenkönig“ Ludwig XIV. erfundene Zeremoniell am Hof von Versailles wurde vorbildhaft für das Hofzeremoniell zahlreicher europäischer Fürstenhöfe und auch prägend für die Architektur ihrer Barockschlösser.
Eine besondere Rolle dabei spielten die feierlichen Zeremonien des Lever du Roi (Aufstehen des Königs). Das Petit (kleine) und das Grand (große) Lever fanden im Paradeschlafzimmer des Versailler Schlosses statt. Ab 1668 hatte Ludwig XIV. zunächst auf beiden Seiten des Mitteltraktes je ein Appartement für sich und seine Frau einrichten lassen, jeweils mit eigenen Enfiladen, den Raumfolgen, die eine genau festgelegte Rolle im Hofzeremoniell spielten. Nach dem Tod der Königin 1683 versetzte er sein Paradeschlafzimmer („Chambre de Parade“) in die Mitte der Gesamtanlage auf der Innenhofseite. Kilometerweit die Landschaft durchschneidende Sichtachsen liefen auf den Palast zu, welche die Beherrschung des Reiches durch den Monarchen ebenso wie die Konzentration des Landes auf den Herrschersitz symbolisierten. Der Innenhof öffnet sich nach Osten, sodass die Strahlen der aufgehenden Sonne das Zeremoniell symbolträchtig erhellten. Himmel und Erde waren somit am Erwachen jenes Monarchen beteiligt, dem der programmatische Ausspruch „Der Staat bin ich“ zugeschrieben wird. In seiner Person „erwachte“ der Staat selbst oder begab sich zur Nachtruhe. Das Raumdekor zeigte Apoll und den Sonnenwagen und verlieh dem Zeremoniell mythische Bedeutung.
Dieser feierlichen Staatsangelegenheit durften Familienangehörige, Mitglieder des Hofstaats, auswärtige Besucher und Gesandte sowie besonders auszuzeichnende Persönlichkeiten beiwohnen, die der König selbst täglich aussuchte.
Der immer gleiche Ablauf begann um acht Uhr morgens mit dem Petit Lever du Roi:

#### Petit lever

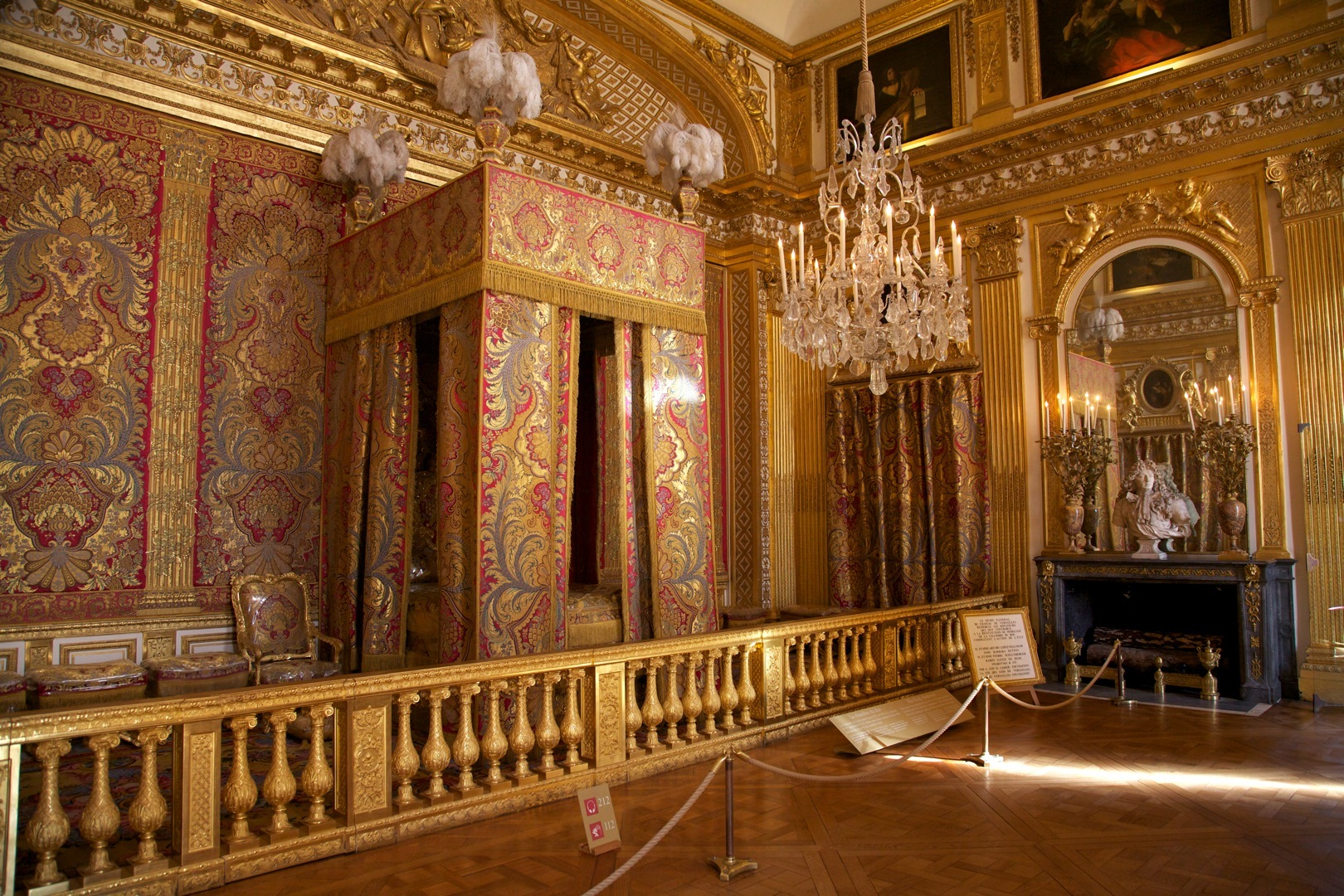
Paradeschlafzimmer im Schloss Versailles

- 8 h: Der Erste Kammerdiener, der die Nacht am Fuß des königlichen Paradebettes auf einer Pritsche verbracht hat, mit einem ans Handgelenk gebundenen Faden, an dem der König ziehen konnte, nähert sich dem schlafenden Monarchen und flüstert: «Sire voilà l’heure» (Sire, die Stunde ist gekommen). Dann treten die Leibärzte ein, die den König examinieren werden. Sodann tritt der Erste Kammerherr ein und öffnet den Bettvorhang, während sechs Kammerjungen ihm folgen.

- 8 h 15: «Entrée familière», die Prinzen von Geblüt aus dem engsten Familienkreis betreten das Gemach. Anschließend «grandes entrées» einiger Großwürdenträger der Krone: grand chambellan, grand-maître de la garde-robe, premier valet de garde-robe sowie einiger Herren, denen der König eine besondere Ehre erweisen will, ferner drei Kammerherren und drei Kammerdiener. Damit sind bereits mindestens 22 Personen im Raum. Der Erste Kammerdiener besprengt die Hände des Königs mit einigen Tropfen Wein. Der Großkammerherr reicht eine Weihwasserschale, der König bekreuzigt sich. Begleitet von einem Almosenier begeben sich die Anwesenden in das angrenzende Ratszimmer, wo eine Viertelstunde lang eine Andacht gehalten wird, welcher der König vom Bett aus beiwohnt. Danach treten der Barbier und der Perückenmeister ein. Der König wählt eine Allongeperücke aus, steigt aus dem Bett, legt seine robe de chambre (Morgenrock) an, setzt sich auf einen Sessel und lässt sich die Nachtmütze abnehmen. Der Barbier frisiert ihn; eine Rasur findet nur alle zwei Tage statt, jedoch erst nach dem Ankleiden.

#### Grand lever

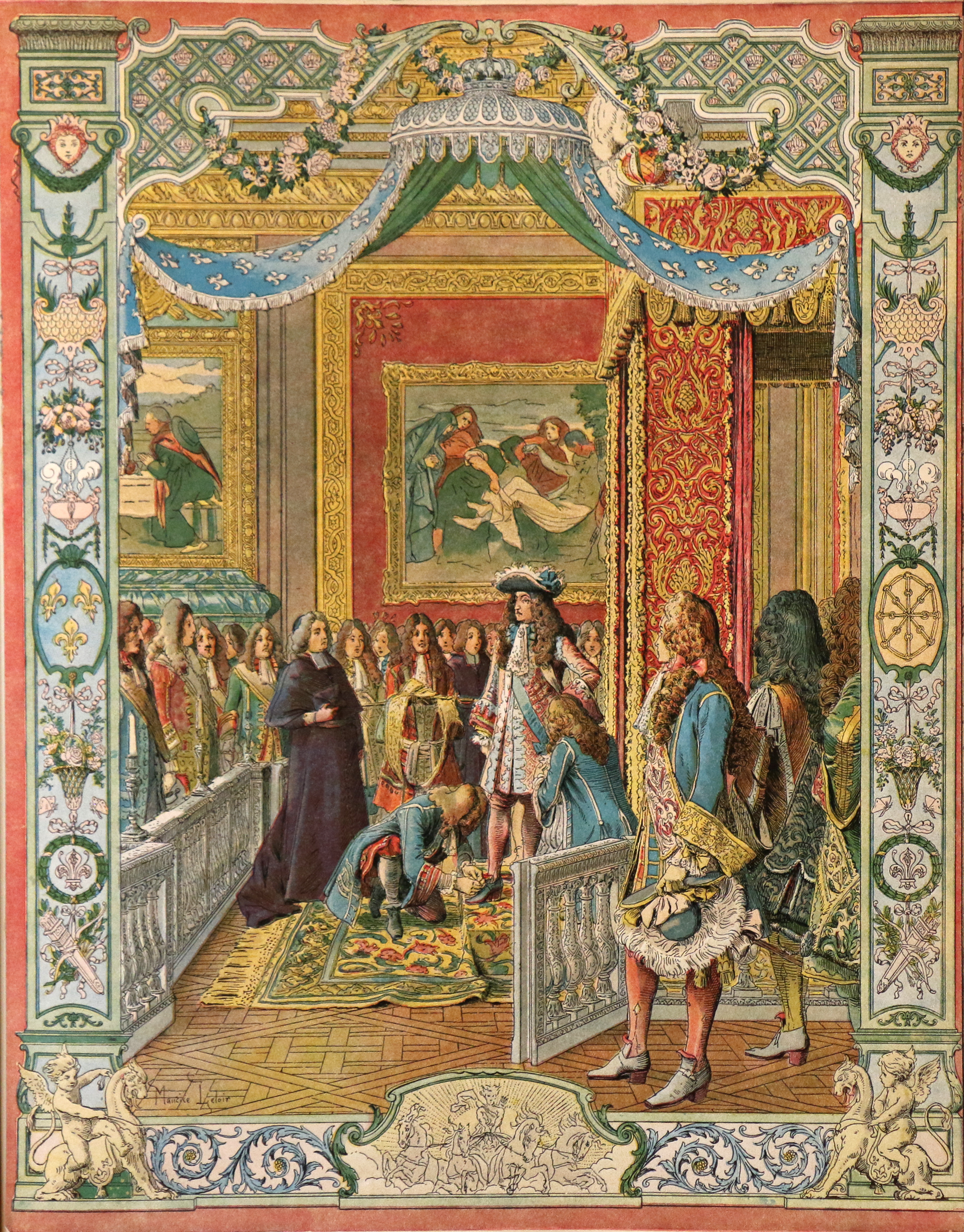
Ludwig XIV. nach dem Ankleiden beim Grand lever

- 8 h 30 : «Petite entrée» des Leibarztes und des Leibchirurgen, des Intendanten sowie des Kontrolleurs der Silberkammer, des Ersten Valets der Garderobe und der Titularbeamten des «brevet d’affaires». Der König erhält seine Morgenperücke aufgesetzt, die nicht ganz so hoch ist wie die Tagesperücke. «Entrée de la chambre»: Der Großalmosenier von Frankreich, eskortiert von den Almoseniers des Trimesterdienstes, die Minister, die Staatsräte, die Marschälle von Frankreich, der Großjägermeister von Frankreich, der Grand louvetier (Großwolfsjägermeister), der Großzeremonienmeister treten ein. Der König lässt sich den Morgenrock ausziehen, der Meister und der Erste Diener der Garderobe ziehen ihm sein Nachthemd aus, der eine mit der rechten, der andere mit der linken Hand. Sie ziehen der nun nackt im Raum stehenden Majestät ein frisches Hemd an, welches ein königlicher Prinz oder der Großkammerherr von Frankreich ihnen reicht, es folgen die Seidenstrümpfe. Der König steht auf, ihm werden die Schuhe angezogen, ein Degen umgürtet, der Großmeister der Garderobe zieht ihm die Weste, den Justaucorps und die Krawatte an. Nun treten die «gens de qualité» ein, deren Namen aufgerufen werden. Mindestens 50 Personen befinden sich nun im Paradeschlafzimmer.

- 9 h : Der König trinkt zwei Tassen Bouillon. Man reicht ihm drei Taschentücher, von denen er zwei einsteckt. Er kniet auf einem Betstuhl nieder und betet. Dann wechselt er die Perücke und betritt sein Arbeitszimmer.

Der weitere Tagesablauf sah eine halbstündige Besprechung mit den Ministern vor, anschließend um 10 Uhr die Heilige Messe in der Schlosskapelle, danach trat je nach Wochentag der Staatsrat zusammen oder der König gab Audienzen, freitags legte er die Beichte ab, samstags tagte der Finanzrat, sonntags wurden die wichtigsten Staatsangelegenheiten erörtert. Um 13 Uhr folgte ein «Dîner au Petit Couvert», an dem nur die Königin sowie „Monsieur“, der Bruder des Königs Philippe Herzog von Orléans neben dem König an der Tafel Platz nehmen durften, während ausgewählte Würdenträger stehend zusahen.

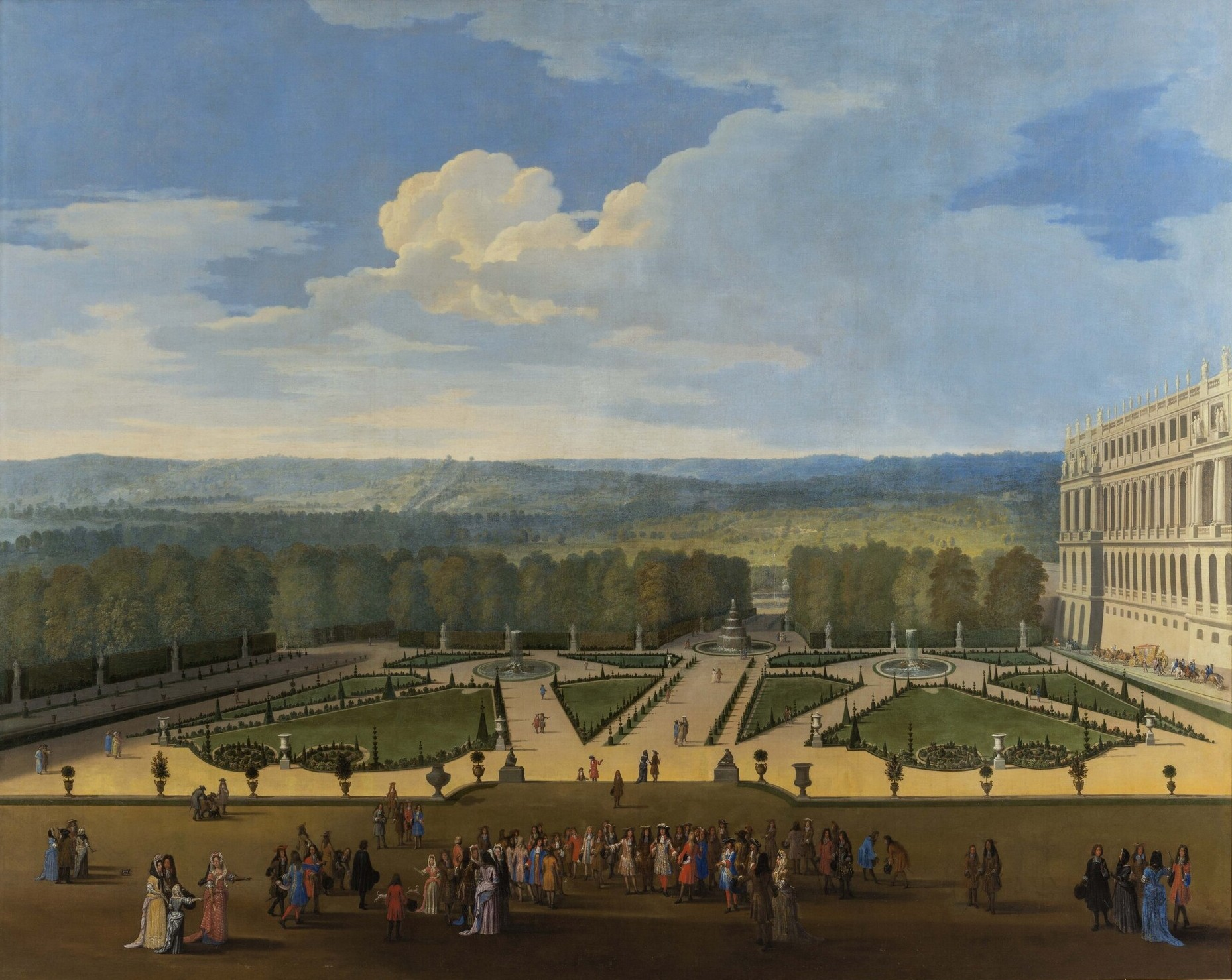
Spaziergang Ludwigs XIV. vor dem Nordparterre von Versailles (um 1688)

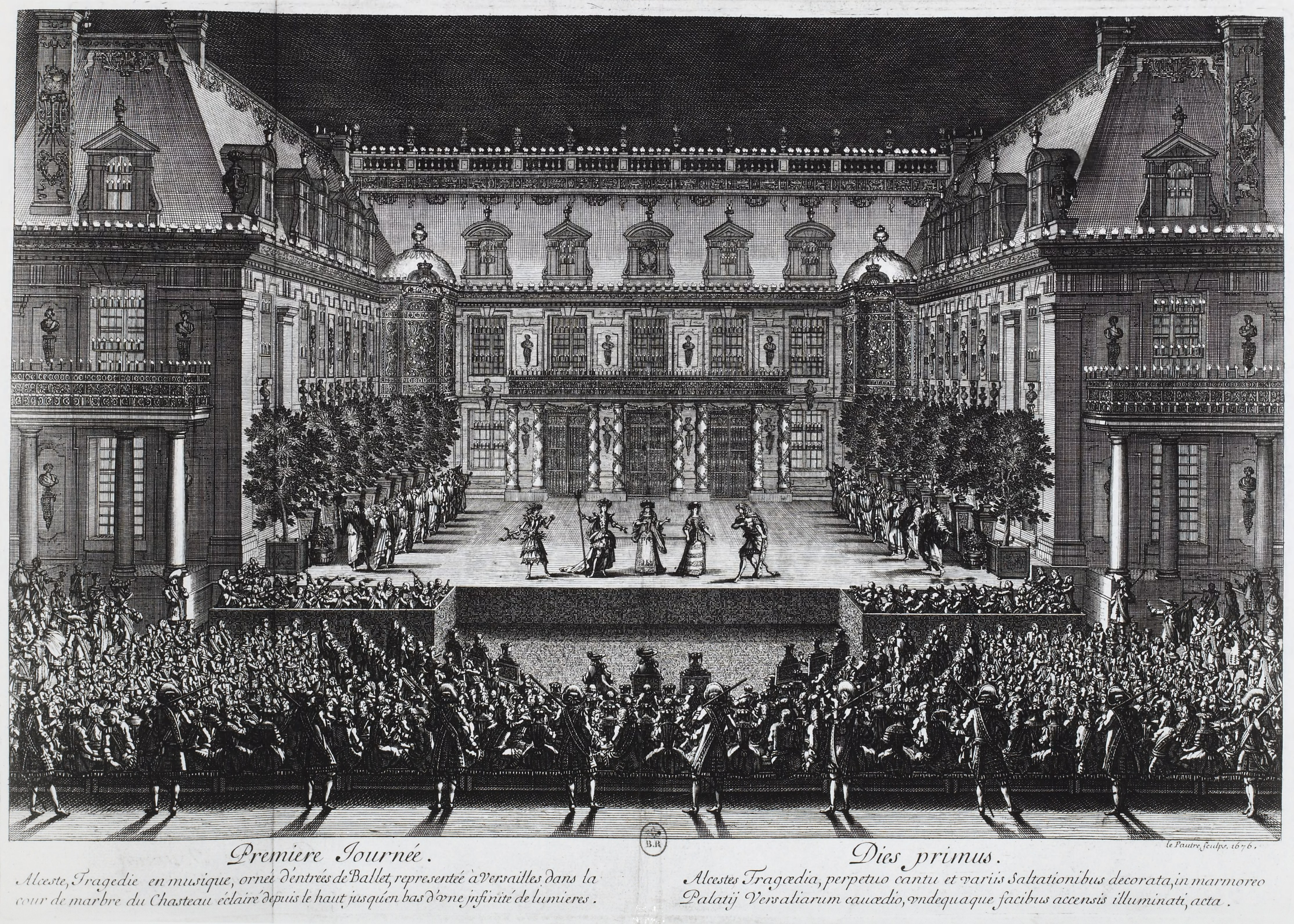
Ein Schauspiel im Versailler Marmorhof, Jean Lepautre, 1676

Um 14 Uhr zog der König sich um, anschließend ritt er zur Jagd, oft in Begleitung seiner Schwägerin, Liselotte von der Pfalz, oder er ritt spazieren; im Alter lenkte er selbst einen offenen Pferdewagen durch den Schlosspark, meist begleitet von André Le Nôtre, mit dem er die Parkgestaltung besprach. Manchmal lud er die Damen ins Grand Trianon oder ins Schloss Marly-le-Roi ein. Um 17 Uhr zog er sich erneut um und hielt eine kurze Andacht in der Kapelle.
Abends fanden aus besonderen Anlässen oft Festlichkeiten und Feuerwerke statt. Wenn der Monarch bei solchen Gelegenheiten unter Fanfarenstößen erschien, stolzierte er langsam im sogenannten „Königsschritt“, bei dem er die Knie wie ein Storch hochzog, während alle Damen in den Hofknicks sanken und die Herren sich tief verbeugten. Hatte der König in jüngeren Jahren abends gern Opern-, Ballett- oder Theateraufführungen beigewohnt, etwa von Lully oder Molière, bei denen er bisweilen selbst als Tänzer, Schauspieler oder zentraler Komparse auftrat (einmal in seiner Jugend als „Sonne“, daher der Name), gab er diese Vergnügungen in späteren Jahren unter dem Einfluss der frommen Madame de Maintenon auf, ebenso wie seine Stelldicheins mit wechselnden Mätressen vor dem Mittagessen oder dem Coucher. Stattdessen lud er nun allabendlich um 19 Uhr zu den sogenannten «Appartements» ein, einem geselligen Beisammensein im Grand Appartement von Versailles, an dem die wichtigsten Familienmitglieder und ausgesuchte Würdenträger teilnehmen durften. Es wurde musiziert, getanzt und getrunken, beliebt bei den Höflingen war das Kartenspiel um (teils riesige Summen) Geld; der König selbst spielte auch gern Billard. Um 22 Uhr folgte das «Souper au Grand Couvert», bei dem die Mitglieder der königlichen Familie am Tisch des Monarchen saßen, die übrigen Teilnehmer sich an einem Buffet bedienten und in anderen Räumen Platz nahmen. Um 23 Uhr zog sich der König zum Coucher zurück, das in umgekehrter Reihenfolge wie das Grand Lever und das Petit Lever erfolgte, wobei jede Nacht ein anderer ausgesuchter Würdenträger dem König den Kerzenleuchter halten durfte.
Im Herbst zog der gesamte Hof zur Jagdsaison ins Schloss Fontainebleau um; nur hier wich der König vom gewohnten Tagesrhythmus ab, das Lever fand aber auch hier statt. Die Vormittage galten den Staatsgeschäften, die Nachmittage der Jagd, oft bis nach Einbruch der Dunkelheit. Nach Paris begab sich der König nur zu besonderen Anlässen; dort hielt er Hof im Louvre und folgte demselben Tagesablauf wie in Versailles. Damit inszenierte er sich als gottgewollter Garant für Ruhe, öffentliche Ordnung und Wohlstand von Staat und Volk, für Frieden oder Sieg im Kriege, für das Wohlergehen und Glück der Untertanen. Auf diese Weise verkörperte der „Sonnenkönig“ als Regent von Gottes Gnaden den Staat und ließ sich vom Hof umkreisen mit der Regelmäßigkeit eines Planetensystems. Saint-Simon beschrieb die Mechanik des Tagesablaufs in Versailles so: «Avec un almanach et une montre, on pouvait à trois cents lieues d’ici dire ce qu’il faisait». (Mit einem Almanach und einer Taschenuhr konnte man dreihundert Meilen von hier sagen, was er gerade machte.)
Mit derselben eisernen Selbstdisziplin verabschiedete sich Ludwig XIV. 1715 auf seinem Sterbebett tagelang in Einzelaudienzen von sämtlichen Verwandten und Großwürdenträgern; seine noblen Lobesworte und klugen Ermahnungen blieben jedem von ihnen lebenslang in Erinnerung. Nach seinem Tod blieb der Versailler Palast unter der Régence fast zehn Jahre verlassen, die Zeremonien fanden nicht mehr statt. Doch wurden sie inzwischen von Herrschern in anderen Ländern nachgeahmt. Als der Urenkel, Ludwig XV., dann einzog, wurden das Lever und das Coucher wieder aufgenommen. Das hohe Paradeschlafzimmer war aber faktisch unbeheizbar und so kalt, dass der junge König sich bald im Nordtrakt des Corps de Logis ein kleineres Schlafzimmer mit Kamin einrichten ließ, das er nach der Zeremonie des Coucher zum Schlafen aufsuchte und morgens rechtzeitig zum Lever wieder verließ. Um nicht ein rein zeremonielles Leben führen zu müssen, übernachtete er schließlich mit seinen Mätressen immer öfter in den Lustschlössern Grand Trianon und Petit Trianon und hielt die alten Rituale nur noch unregelmäßig ab. In ihrem Ablauf blieben sie allerdings unverändert. Ähnlich hielt es dann auch sein Enkel Ludwig XVI.

### Lever de la Reine
Das Zeremoniell des Aufstehens der Königin (Lever de la Reine) vollzog sich in ähnlichen Formen wie das des Königs, wobei die Damen des Hofes assistierten. Die Kammerfrau Marie-Antoinettes berichtete folgende Anekdote:

„Das Lever der Königin vollzog sich analog dem Lever des Königs. Die Hofdame vom Dienst hatte das Recht, der Königin beim Ankleiden das Hemd zu reichen. Die Palastdame zog ihr den Unterrock und das Kleid an. Kam aber zufällig eine Prinzessin der königlichen Familie dazu, so stand dieser das Recht zu, der Königin das Hemd überzuwerfen. Einmal also war die Königin gerade von ihren Damen ganz ausgekleidet worden. Ihre Kammerfrau hielt das Hemd und hatte es soeben der Hofdame präsentiert, als die Herzogin von Orléans eintrat. Die Hofdame gab das Hemd der Kammerfrau zurück, die es gerade der Herzogin übergeben wollte, als die ranghöhere Gräfin von Provence dazukam. Nun wanderte das Hemd wieder zu der Kammerfrau zurück, und erst aus den Händen der Gräfin von Provence empfing es endlich die Königin. Sie hatte die ganze Zeit nackt, wie Gott sie geschaffen hat, dabeistehen und zusehen müssen, wie die Damen sich mit ihrem Hemd überkomplimentierten.“

## In den Künsten
In William Hogarths Gemälde The Toilette, heutzutage oft The Countess's Morning Levee (dt.:. Lever der Gräfin), aus dem Zyklus Marriage A-la-Mode, das im Zeitraum 1743/1745 entstand, wohnen nicht weniger als zehn Personen dem Morgenritual einer Adligen bei. Ihr Himmelbett ist im Hintergrund des Gemäldes erkennbar und steht in einem Alkoven. Anwesend sind unter anderem ein singender italienischer Kastrat, ein Flötenspieler, eine Freundin, ein Jurist (der Liebhaber der Gräfin), ein Friseur, ein Schwarzer Page sowie ein Schwarzer Knabe, der auf Kunstgegenstände deutet, die auf einer Auktion ersteigert wurden. Dass Hogarth dieses morgendliche Zusammenkommen im Schlafzimmer einer Adeligen mit seinem Gemälde karikierte, ist Beleg dafür, dass das Betreten eines solchen intimen Raumes wie dem Schlafzimmer durch fremde Personen zunehmend als nicht angemessen empfunden wurde. Das Lever war bei Ludwig XIV ein wichtiger Bestandteil des Tages.
Ein Beispiel für ein lever findet sich in der Oper Der Rosenkavalier von Richard Strauss.